# Ranchitos del Norte
Ranchitos del Norte – jednostka osadnicza w Stanach Zjednoczonych, w stanie Teksas, w hrabstwie Starr.